# Henning Voscherau
Henning Voscherau, född 13 augusti 1941 i Hamburg, död 24 augusti 2016 i Hamburg, var en tysk politiker (SPD). Han var Hamburgs förste borgmästare 1988 till 1997.